# Honda Vision XS-1
Honda Vision XS-1 – koncepcyjny crossover japońskiej marki Honda zaprezentowany podczas indyjskiego salonu motoryzacyjnego w Nowym Delhi w lutym 2014 roku.
Samochód został zbudowany w oparciu o filozofię Exciting H Design (wygląd karoserii) oraz idei M/M (Man Maximum, Machine Minimum) (maksymalizacja przestrzeni dla pasażerów i równocześnie minimalizacja przestrzeni zajmowanej przez mechanikę).
Auto zostało pozbawione słupków B, przez co posiada ogromne, przesuwane drzwi po obu stronach nadwozia. Pojazd posiada duże koła oraz wysoki prześwit. Pas przedni pojazdu przypomina Hondę Vezel. Wnętrze pojazdu dysponuje miejscem dla siedmiu osób w trzech rzędach. Deska rozdzielcza samochodu otrzymała futurystyczny kształt z pełniącymi główną rolę dwoma wyświetlaczami.